# Цілком регулярний простір
Цілком регулярний простір або простір Тихонова — топологічний простір, що задовольняє аксіомі віддільності T 3½, тобто це такий топологічний простір, в якому для будь-якої замкнутої множини і точки поза нею існує неперервна числова функція, що дорівнює нулю на множині та одиниці у точці (А. М. Тихонов, 1930).

## Приклади і контрприклади
Майже будь-який простір, досліджуваний у математичному аналізі є цілком регулярним.
Наприклад, дійсна пряма є простором Тихонова у стандартній евклідовій топології.
Інші приклади:
- Кожний метричний простір є простором Тихонова; кожний псевдометричний простір є цілком регулярним.
- Кожний локально компактний регулярний простір є цілком регулярним.
- Зокрема, кожен топологічний многовид є простором Тихонова.
- Кожний цілком впорядкована множина з топологією впорядкування є простором Тихонова.
- Кожна топологічна група є цілком регулярним простором.
- Кожний CW-комплекс є простором Тихонова.
- Кожний нормальний регулярний простір є цілком регулярним.
- Площина Немицького — приклад простору Тихонова, який не є нормальним.